# Agelasta catenata
Agelasta catenata is een keversoort uit de familie van de boktorren (Cerambycidae). De wetenschappelijke naam van de soort werd voor het eerst geldig gepubliceerd in 1862 door Francis Polkinghorne Pascoe. De soort werd in Cambodja verzameld door Henri Mouhot.